# Licá
Luís Carlos Pereira Carneiro, ou plus simplement Licá, né le 8 septembre 1988 à Lamelas (en), Santo Tirso, est un footballeur  international portugais, évoluant au poste d'ailier au SC Farense.

## Biographie
Avec les clubs du FC Porto et du Vitória Guimarães, il joue six matchs en Ligue des champions, et quatre matchs en Ligue Europa.
Il joue 21 matchs en première division espagnole, sans inscrire de but, avec le Rayo Vallecano.
Le 31 août 2016, il rejoint le club anglais de Nottingham Forest.
Il reçoit cinq sélections avec les espoirs portugais, inscrivant un but. Il reçoit sa seule et unique sélection en équipe du Portugal, le 10 septembre 2013, en amical contre le Brésil (défaite 3-1 à Foxborough).
Le 14 novembre 2020, il s'engage en faveur du SC Farense, promu en première division.

## Palmarès

### En club
- Estoril-Praia
  - Champion du Portugal de D2 en 2012

- FC Porto
  - Vainqueur de la Supercoupe du Portugal en 2013

### Distinctions personnelles
- Élu meilleur joueur de deuxième division en 2012 (avec Estoril-Praia)
- Élu joueur du mois de deuxième division (en) en décembre 2011 et février 2012 (avec Estoril-Praia)
- Élu espoir du mois de deuxième division (en) en septembre 2011, décembre 2011, janvier 2012 et février 2012 (avec Estoril-Praia)